# Stendal
Stendal (pronunciación en alemán: /ˈʃtɛndaːl/ⓘ) es una ciudad hanseática, capital del distrito de su mismo nombre: Landkreises Stendal y un importante nudo de comunicaciones en el Altmark, dentro del estado federal alemán de Sajonia-Anhalt.

## Geografía
Stendal se encuentra en la ribera oeste del Elba en la parte sudoeste del Altmark. Berlín se encuentra a 120 km de distancia, Hannover a casi 150 km. Stendal se encuentra a casi 55 km al norte de Magdeburgo sobre el eje de Wolfsburgo-Berlín.
La estación de tren de Stendal es el más importante centro ferroviario en el norte de Sajonia-Anhalt.
La ciudad cuenta con un equipo de fútbol, el 1. FC Lok Stendal.

## Historia
El monumento más antiguo que menciona Stendal fue redactado en 1022. El nombre de la ciudad significa Valle de piedras. La fecha exacta cuando Stendal obtuvo el título oficial y los privilegios de una ciudad sigue siendo desconocida. En 1359 entró en la Liga hanseática. Después de la guerra de los Treinta Años (1618-1648) perdió su importancia económica. Debido a la construcción de ferrocarriles y a la inauguración de líneas ferroviarias de Stendal a Magdeburgo en 1849 y a Berlín en 1871 la ciudad experimentó un nuevo auge económico. Stendal se convirtió en una ciudad industrial con un nudo ferroviario en el siglo XIX. En la Segunda Guerra Mundial Stendal sufrió graves estragos por diez bombardeos y un 20 % de la ciudad fue destruido.
En 1989 vivían en Stendal 51 461 habitantes, aunque posteriormente la cifra había descendido a 37 137 en 2005 debido a que en tiempos de la RDA la ciudad era un importante centro industrial, pero tras la reunificación alemana se consideró que muchas empresas no eran competitivas y tuvieron que cerrar. Actualmente la ciudad está recuperando su población, con 38 359 habitantes a 31 de diciembre de 2021.

## Lugares de interés
Stendal cuenta con muchos edificios históricos. El casco histórico donde se ubica la mayoría de ellos tiene una dimensión de 94 hectáreas. En muchas calles se ubican casas con entramado de madera, p.ej. en la calle mayor (Breite Straße).
La Catedral de San Nicolai (Dom Sankt Nikolai) fue construida entre 1423 y 1463 en un estilo gótico con dos campanarios y con 22 vidrieras policromadas creadas entre 1425 y 1465 A principios de la Segunda Guerra Mundial las vidrieras, el altar de 1430, el órgano de 1670, el púlpito de 1744 y la pila bautismal romana fueron desmantelados y asegurados en un lugar seguro. Por eso no fueron destruidos cuando la catedral fue rigidamente deteriorada por un bombardeo el 8 de abril de 1945. La reconstrucción de la catedral fue empezada en 1946, interrumpida varias veces y no fue terminada antes de 2013.
La gótica iglesia de Santa María (Marienkirche) inaugurada en 1447 con dos campanarios que miden 84 metros de alto se ubica en la plaza de Mercado. El Ayuntamiento cuya parte más antigua fue construida en el siglo XIII fue alargado y aumentado varias veces. Además merecen ser mencionadas la iglesia de San Jacobo (Jakobikirche) construida entre 1311 y 1477, la iglesia de Santa Ana (St. Annenkirche) construida en 1461 en un estilo gótico tardío así como la iglesia de San Petri (Petrikirche), la iglesia más antigua de Stendal construida a fines del siglo XIII.
En la plaza de Mercado se ubica la estatua de un caballero de piedra con un escudo de armas, muy parecida a la Estatua de Rolando en Bremen. La estatua se refiere a Roldán, un héroe y un comandante histórico de los francos que era un símbolo de la independencia en la Edad Media. La Estatua de Rolando (Rolandstatue) de Stendal es una copia erigida en 1974  de la estatua original de 1525 que está expuesta en el museo de Stendal.
En la Edad Media Stendal contaba con un sistema de murallas, torres de defensa, fosos y terraplenes con varias puertas. Una parte de los fosos y terraplenes sigue existiendo en el centro histórico de la ciudad. La torre de defensa Pulverturm construida en 1450 es la única torre conservada de la muralla que rodeaba la ciudad. La Puerta de Tangermünde construida en 1220 y la impresionante Puerta de Uenglingen construida en el siglo XV están bien conservadas.

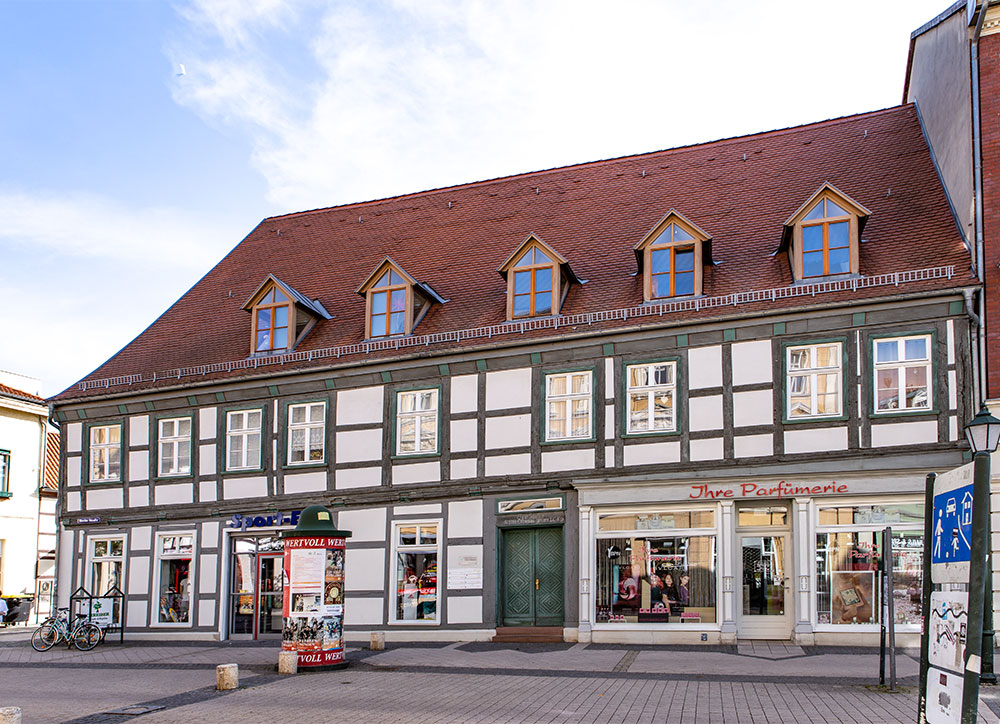
Casa con entramado de madera en calle mayor
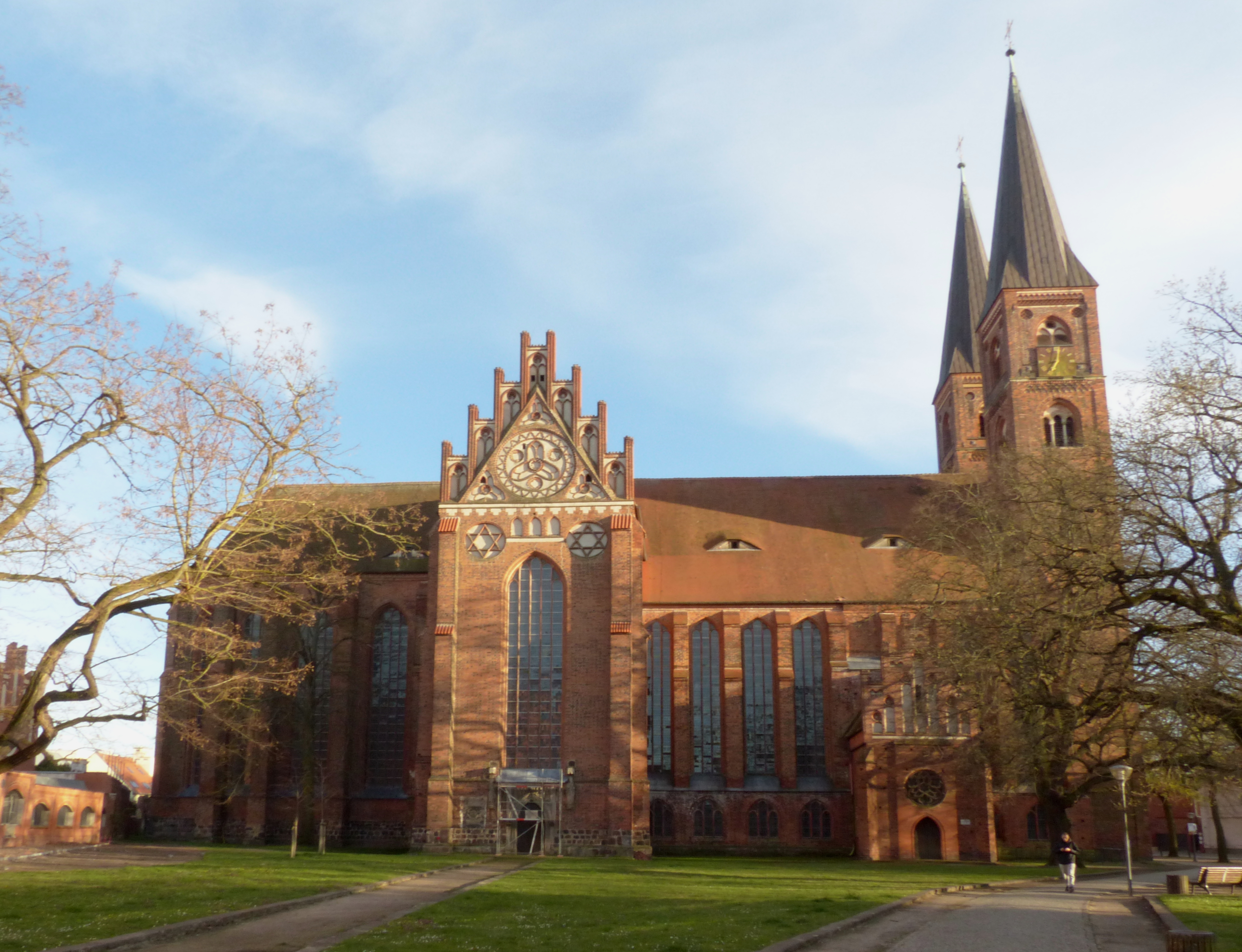
Catedral de San Nicolai
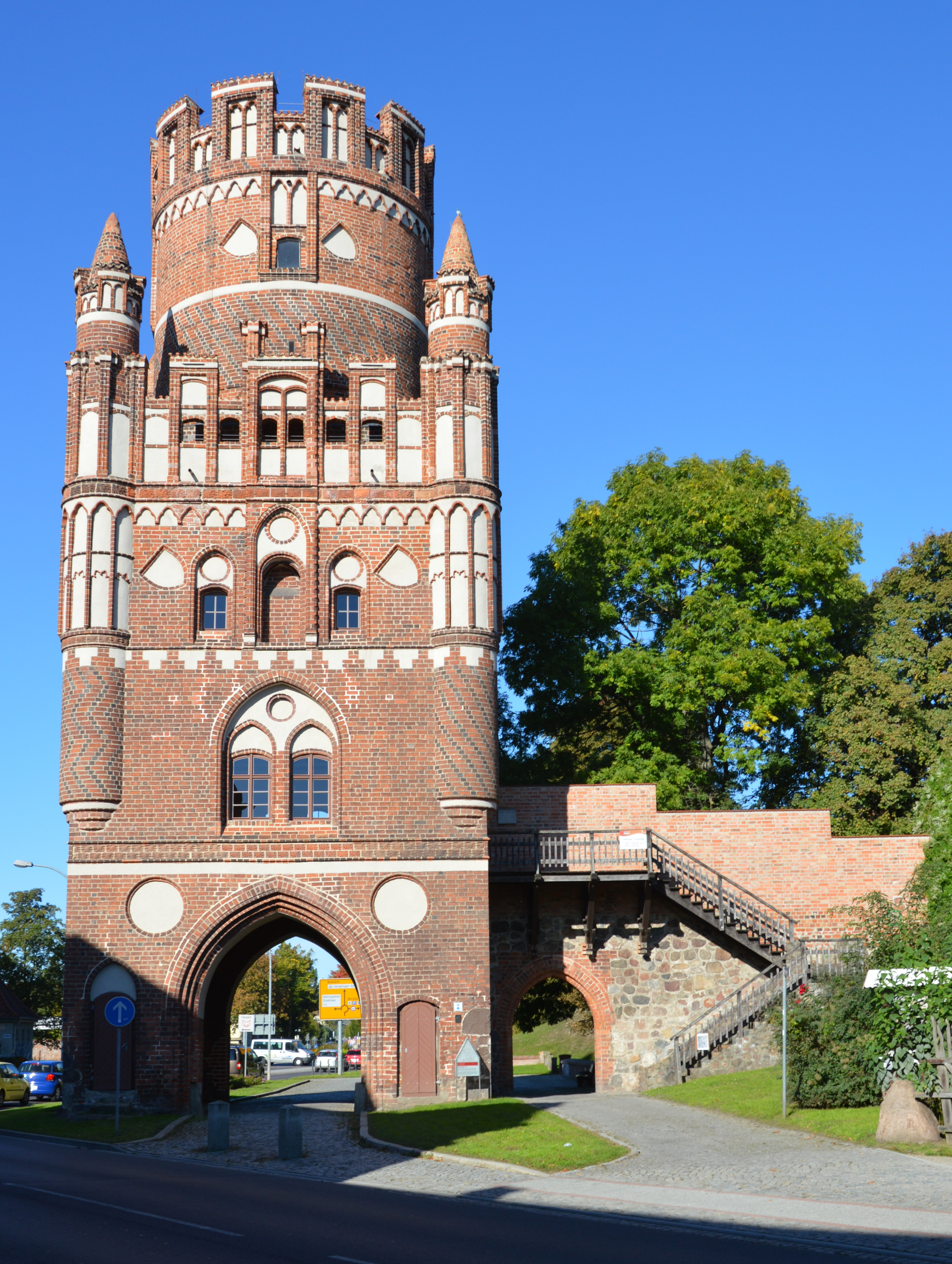
Puerta de Uenglingen
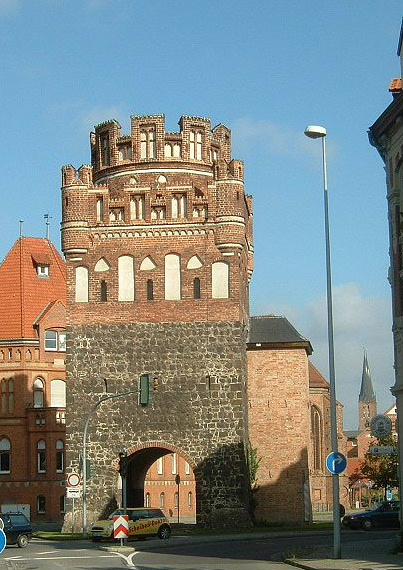
Puerta de Tangermünde
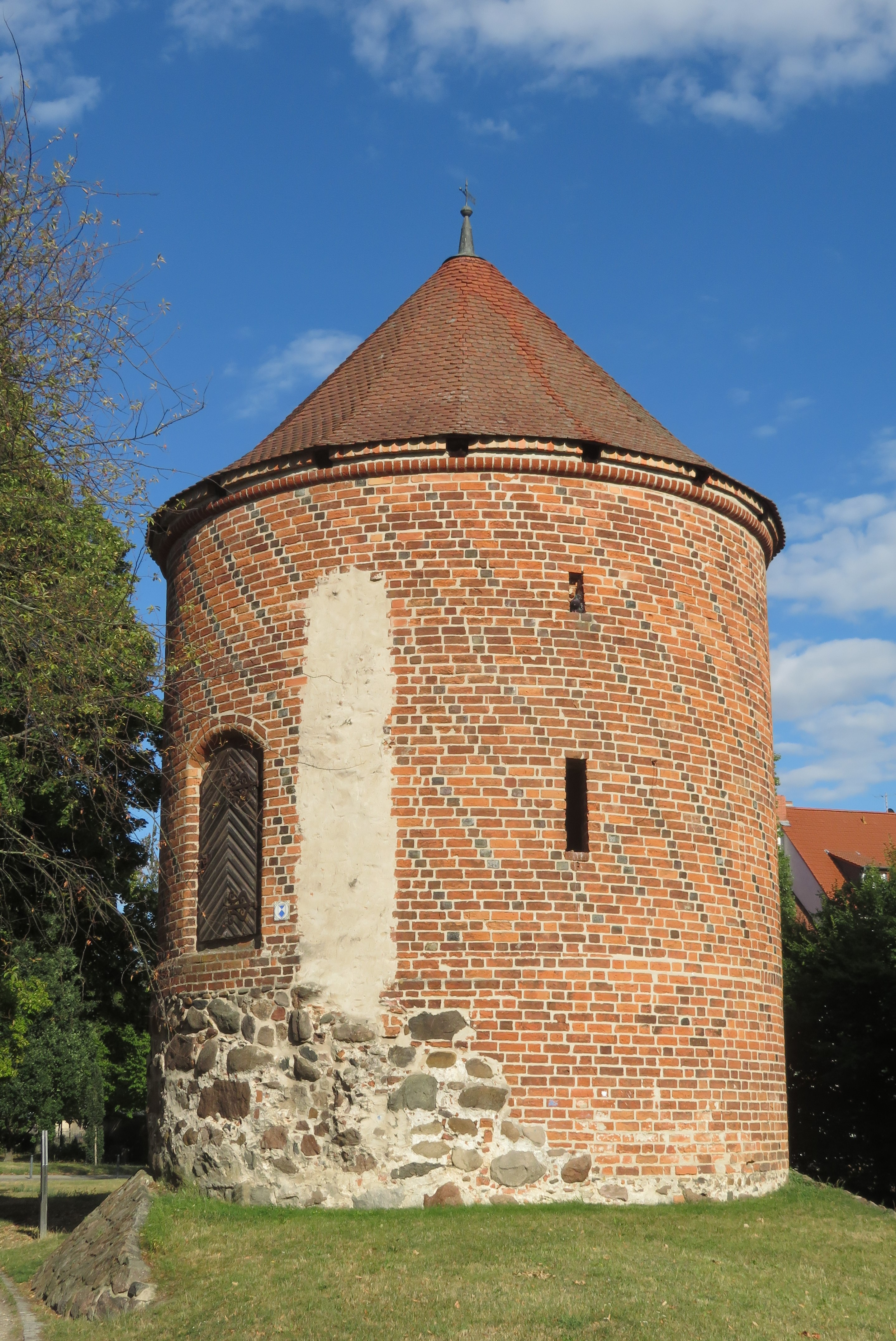
Torre de defensa Pulverturm
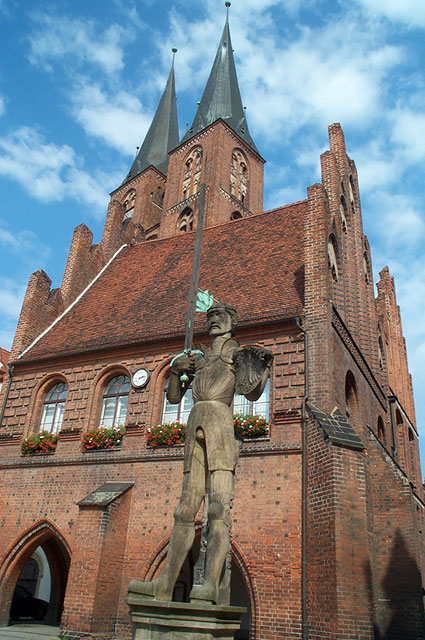
Estatua de Rolando
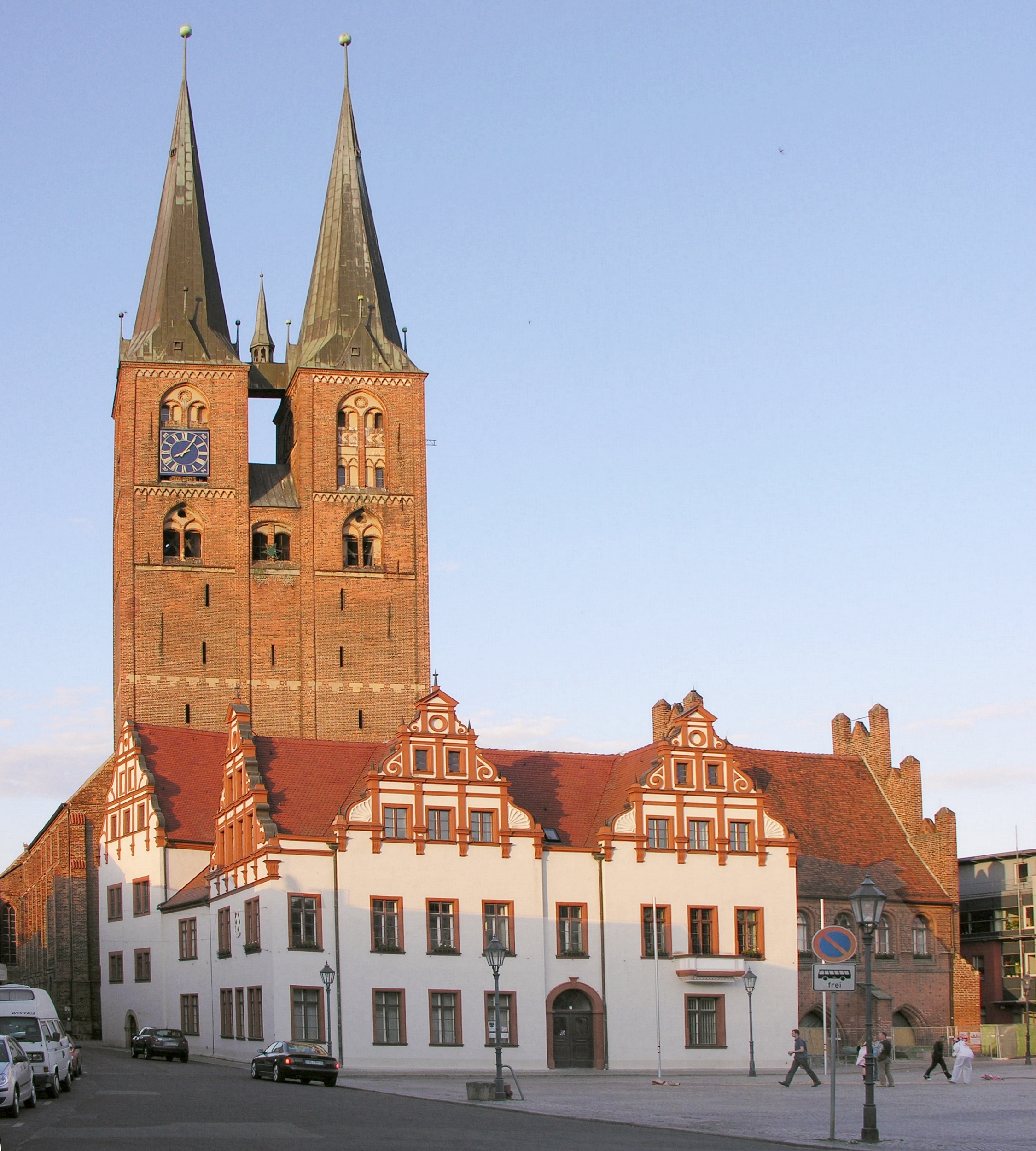
Plaza de Mercado, Ayuntamiento, iglesia de Santa María
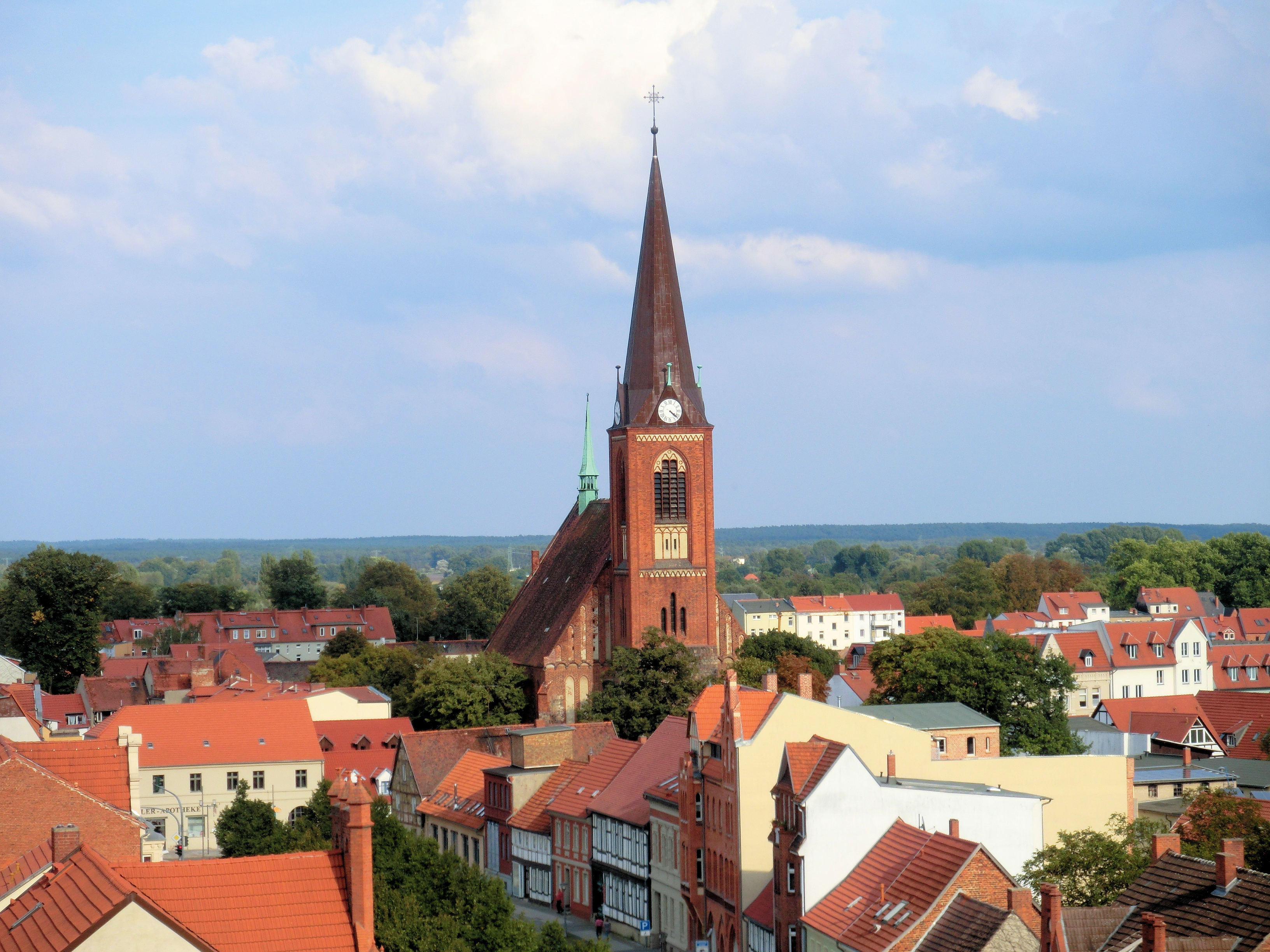
Iglesia de San Jacobo

## Personas destacadas
Johann Joachim Winckelmann:  arqueólogo, considerado el fundador de la Historia del Arte y de la Arqueología como disciplina moderna, nació en Stendal.